# 178
Римська імперія •  Парфянське царство •  Кушанське царство •  Східна Хань •  Сармати

## Геополітична ситуація
У Римській імперії  сумісно правлять Марк Аврелій (до 180) та його сина Коммод (до 192). Імперія  займає Апеннінський, Піренейський та Балканський півострови, Галлію, частину Британії, Близький Схід, Північну Африку включно з Єгиптом. В імперії лютує чума Антоніна. Пограничні області перебувають під натиском германців. Триває друга маркомаська війна.
Наймогутніша держава центральної Азії — Парфянське царство, Індостану — Кушанське царство. Династія Хань править у Китаї.  Корейський півострів ділять між собою Три корейські держави. 
Триває докласичний період цивілізації мая.
На території майбутньої України, в степах Причорномор'я, кочують сармати, північніше — племена Черняхівської культури. В районі Карпат мешкали племена липицької культури.

## Події
- Консулами у Римі були Сервій Корнелій Сципіон Сальвідієн Орфіт та Децим Велій Руф Юліан.
- Римський співімператор Коммод одружився з Брутією Криспіною.
- Імператори Марк Аврелій та Коммод прибули на місце військових дій у Карнунт, Паннонія.
- Почався занепад Кушанської імперії — контроль над Центральною Азією поступово переходить до Сасанідів.